# Колодищанский сельсовет
Колодища́нский сельсовет (бел. Кало́дзішчанскі сельсавет) — административно-территориальная единица в составе Минского района Минской области Республики Беларусь. Административный центр — агрогородок Колодищи.

## История
Образован 20 августа 1924 года в составе Острошицко-Городокского района Минского округа БССР. После упразднения окружной системы 26 июля 1930 года в Острошицко-Городокском районе БССР. С 18 января 1931 года сельсовет в пределах городской черты города Минска, с 26 мая 1935 года в составе Минского района БССР, с 20 февраля 1938 года — Минской области.
9 августа 1979 года в состав новообразованного Боровлянского сельсовета переданы 4 населенных пункта: деревни Жуков Луг, Королев Стан, Скураты и Слободщина.

## Состав
Колодищанский сельсовет включает 8 населённых пунктов:
- Глебковичи — деревня.
- Городище — посёлок.
- Дубровка — деревня.
- Колодищи — агрогородок.
- Липовая Колода — деревня.
- Старина — деревня.
- Сухорукие — посёлок.
- Юхновка — деревня.

## Население
- 1997 год — 2 672 хозяйств, 8 823 человек
- 2009 год — 14 556 человек (перепись), из них 81,3 % — белорусы, 13,1 % — русские, 2,2 % — украинцы, 0,8 % — поляки и др.
- 2011 год — 13 891 человек
- 2014 год — 7 121 хозяйств, 17 858 человек[2]
- 2015 год — 7 773 хозяйств, 18 952 человек[3]
- 2016 год — 8 428 хозяйств, 21 136 человек[4]
- 2017 год — 8 565 хозяйств, 20 662 человек
- 2018 год — 8 658 хозяйств, 20 984 человек[5]
- 2019 год — 8 921 хозяйств, 21 184 человек (постоянно проживают)[6]; 24 112 человек (согласно переписи)
- 2020 год — 9 343 хозяйств, 22 336 человек[7]
- 2021 год — 9 619 хозяйств, 22 892 человек[8]
- 2022 год — 9 961 хозяйств, 23 467 человек[9]
- 2023 год — 10 160 хозяйств, 23 835 человек[10]
- 2024 год — 10 359 хозяйств, 24 188 жителей[11]
- 2025 год — 10 561 хозяйств, 24 497 жителей[12]